# 큰숲제넷
큰숲제넷(Genetta victoriae)은 사향고양이과에 속하는 제넷고양이의 일종이다. 큰제넷(giant genet)으로도 알려져 있다. 콩고 분지에서 발견되는 작은 육식동물이다. 널리 흔하게 분포하는 것으로 간주되기 때문에 IUCN 적색 목록에서 관심대상종으로 지정, 분류하고 있다.